# Perizoma bifaciata
Perizoma bifaciata là một loài bướm đêm thuộc họ group của geometer moths (Geometridae).
Sải cánh là 18–21 mm. Chúng qua mùa đông dưới dạng nhộng. Bướm bay vào tháng 7 tháng 8. The species được tìm thấy ở miền Cổ bắc.

## Hình ảnh

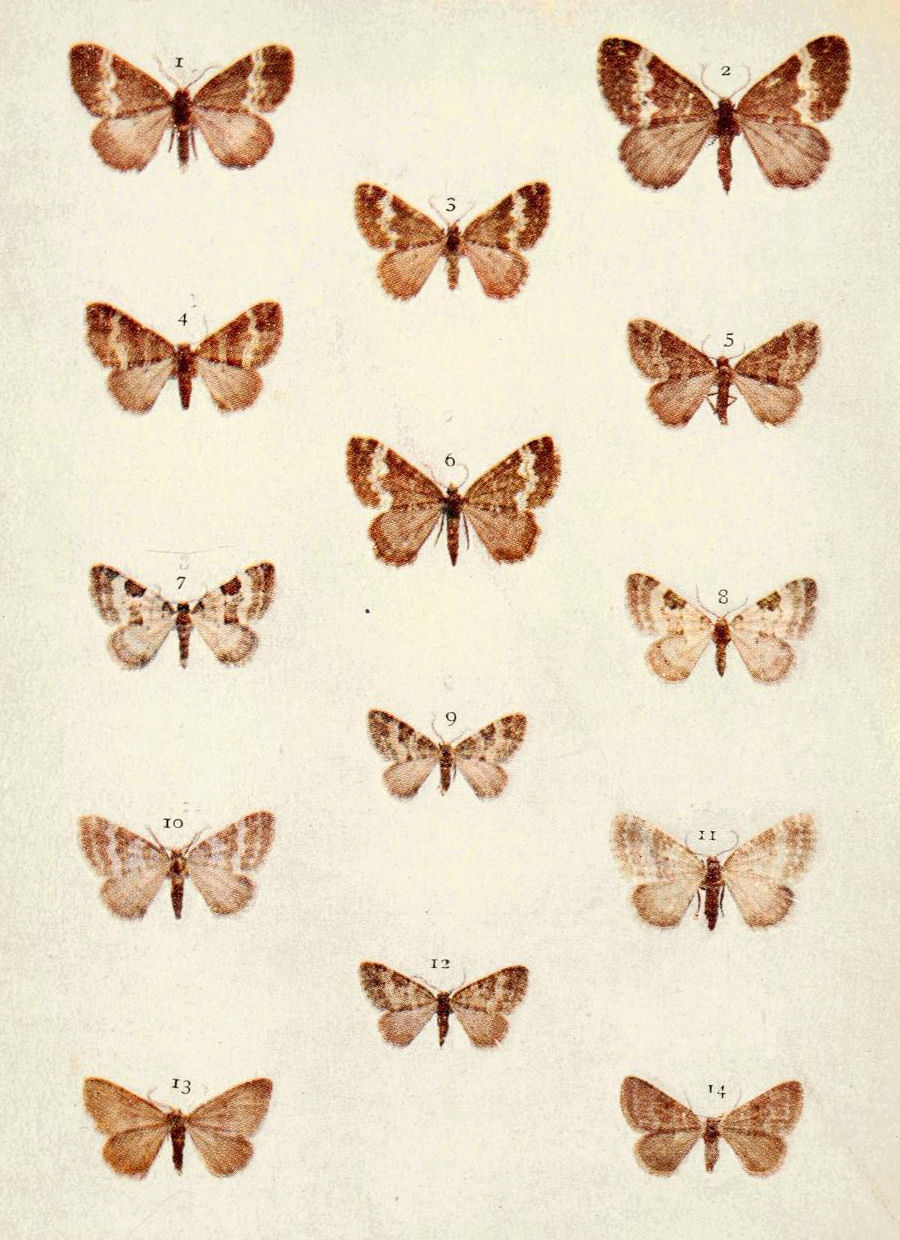